# Leonid Wandienko
Leonid Stiepanowicz Wandienko (ros. Леонид Степанович Ванденко, ur. 1913, zm. ?) – działacz państwowy i partyjny Ukraińskiej SRR.

## Życiorys
Od 1943 należał do WKP(b), w latach 1944–1945 był przewodniczącym Komitetu Wykonawczego Kozieleckiej Rady Rejonowej w obwodzie czernihowskim, 1949–1950 I zastępcą przewodniczącego, a od 1950 do lipca 1959 przewodniczącym Komitetu Wykonawczego Czernihowskiej Rady Obwodowej. Od 1961 do stycznia 1963 był sekretarzem Lwowskiego Komitetu Obwodowego KPU, od 11 stycznia 1963 do 14 grudnia 1964 I sekretarzem Lwowskiego Wiejskiego Komitetu Obwodowego KPU, a od grudnia 1964 do 1973 ponownie sekretarzem Lwowskiego Komitetu Obwodowego KPU.